# David Lively
Pour les articles homonymes, voir Lively.
David Lively, né à Ironton le 27 juin 1953, est un pianiste de musique classique français d'origine américaine.
Exceptionnellement doué, il est aujourd'hui reconnu comme l'un des plus grands interprètes des compositeurs américains du XXe siècle, tels Elliott Carter et Aaron Copland avec lesquels il étudia leurs œuvres et se lia d'amitié.
Il est  aussi un défenseur audacieux de grands concertos méconnus: ceux de Ferruccio Busoni et de Wilhelm Furtwängler ainsi que les deux concertos de Joseph Marx.
Consacrant une part importante de son activité à la musique de notre temps, il signe les créations mondiales de nombreux compositeurs dont Tōru Takemitsu, Sébastien Gaxie, William Blank et entretient des relations privilégiées avec Philippe Boesmans, ayant enregistré l'intégrale de son œuvre pour piano seul.
Cet engagement pour la musique d'aujourd'hui, son extraordinaire maîtrise du clavier ainsi que son appétence pour l'étude des manuscrits et l'usage des instruments historiques contribuent à lui conférer une position unique sur la scène internationale.

## Biographie
David Lively commence sa carrière à 14 ans en jouant le concerto pour piano d'Aram Khatchatourian avec l’Orchestre Symphonique de Saint-Louis.
Élève de Jules Gentil (assistant d'Alfred Cortot) à l'École normale de musique de Paris, disciple de Claudio Arrau, il a aussi bénéficié des enseignements de Wilhelm Kempff et Nadia Boulanger. 
Pianiste à la technique éblouissante et à la personnalité musicale hors norme, David Lively s'est illustré lors de très nombreux et très prestigieux concours internationaux.  
Lauréat de l'édition 1970 du Concours Long-Thibaud-Crespin , il gagne en 1971 le Concours international de Genève.
En 1972, il remporte également la quatrième place au Concours musical international Reine Élisabeth de Belgique. Il participe plus tard, comme membre du jury de ce même concours, aux éditions 1999, 2003 et 2010.
En 1974, il est le lauréat remarqué du  Concours international Tchaïkovski, où il remporte le prix spécial pour la musique contemporaine.
En 1980, il est distingué par le prix Dino Ciani de La Scala de Milan.
Il a très longtemps dirigé le Festival de Saint-Lizier en Couserans dans les Pyrénées.
Il est aujourd'hui directeur des concours de l'École normale de musique de Paris et vient d'être nommé conseiller artistique de cette même école.

## Discographie sélective
- Jean-Sébastien Bach : L'Art de la Fugue chez BNL.
- Philippe Boesmans : Intégrale de l'œuvre pour piano chez Cypres.
- Johannes Brahms : Sonate en fa mineur, Op 5, Ballades Op 10  chez Discover.
- Frédéric Chopin : Concertos for piano and string quintet chez Aparté.
- Aaron Copland : Œuvres pour piano chez Etcetera Records.
- Gabriel Fauré : Intégrale des Nocturnes chez Etcetera Records.
- César Franck : Intégrale de la musique de chambre chez Cypres.
- Wilhelm Furtwängler : Concerto symphonique chez Marco Polo.
- Albert Huybrechts : Musique de chambre chez Cypres.
- Franz Liszt : Concerto N° 1 Fantaisie hongroise chez Discover.
- Joseph Marx : Les deux concertos chez ASV.
- Sergueï Rachmaninov : Concertos N° 2 et N° 3 chez Discover.
- Maurice Ravel, Igor Stravinsky : Le tombeau de Couperin, Petrouchka, Tango, Piano-Rag-Music chez Deutsche Grammophon
- Ravel : Complete Works for Violin and Piano, enregistré avec la violoniste Elsa Grether, chez Aparté, septembre 2022.
- I Got Rhythm, chez La Musica.